# Damjan Vtič
Damjan Vtič, slovenski nordijski kombinatorec, * 13. maj 1985, Trebnje.
Vtič je za Slovenijo nastopil na Zimskih olimpijskih igrah 2006 v Torinu. V nordijski kombinaciji je posamično osvojil  40. mesto (skoki - 23. mesto, tek na 15 km - 43. mesto), v šprintu pa je končal na 34. mestu (skoki - 17. mesto, tek na 7,5 km - 42. mesto).